# Ulf Ansorge
Ulf Ansorge (né le 10 septembre 1965 à Hambourg) est un animateur de radio et de télévision allemand.

## Biographie
Après son abitur en 1985, il fait son service civil pendant deux ans. Il fait son entrée dans le monde des médias en tant que stagiaire à NDR 2 en 1988. Il travaille ensuite animateur et reporter pour cette antenne. Il se fait connaître grâce à l'émission Kwatsch! en compagnie d'Uwe Bahn et Carlo von Tiedemann.
Entre 1994 et 1996, Ansorge anime une série sur Radio B Zwei à Berlin. En 1995, il anime sa première émission de télévision sur NDR. En 1996, il fait une apparition dans le film Willi und die Windzors. La même année, il commente le concours Eurovision de la chanson. En 1997, il tient une émission quotidienne sur Radio Hamburg.
De 1998 à l'été 2013, Ulf Ansorge présente sur Sat.1 les informations régionales pour Hambourg et le Schleswig-Holstein et jusqu'en 2012 le journal de midi le dimanche sur Klassik Radio. Depuis septembre 2013, il présente le magazine régional Hamburg Journal sur NDR.

## Source de la traduction
- (de) Cet article est partiellement ou en totalité issu de l’article de Wikipédia en allemand intitulé « Ulf Ansorge » (voir la liste des auteurs).